# Muolen
Muolen is een gemeente en plaats in het Zwitserse kanton Sankt Gallen, en maakt deel uit van het district St. Gallen.
Muolen telt 1111 inwoners.